# Palazzo della Prefettura (Napoli)
Il Palazzo della Foresteria, più recentemente noto come Palazzo della Prefettura, è un edificio monumentale di Napoli, ubicato in piazza del Plebiscito, nel quartiere San Ferdinando. Attualmente nel palazzo ha sede la prefettura di Napoli.

## Storia
Il palazzo fu eretto sul terreno ricavato dal preesistente convento di Santo Spirito, sorto nel 1326. Il convento era stato costruito dai monaci basiliani, frate de Nidicolis e dai confratelli Gregorio, Giovanni e Lazzaro, acquistando un primo lotto da Landolfo Caracciolo, a cui si aggiunse quello donato da Margherita Maranella. Nel 1448 fu ceduto ai Domenicani.
Ferdinando I ebbe l'idea di edificare un fabbricato per poter ospitare i forestieri che venivano a visitare la corte borbonica. Il palazzo della Foresteria fu realizzato nel 1815 dall'architetto neoclassico Leopoldo Laperuta (1771–1858), sull'area del convento del Santo Spirito a seguito del concorso per la sistemazione complessiva della piazza.
Nel 1890, su progetto di Antonio Curri e la partecipazione di 43 collaboratori tra scultori e pittori, al pian terreno dell'edificio fu realizzato il Caffè Gambrinus.

## Architettura
Il palazzo si estende tra via Chiaia, piazza Carolina, piazza Trieste e Trento e piazza del Plebiscito. La facciata principale è caratterizzata da due registri: uno basamentale in bugne listellate con mezzanino e botteghe, nel quale si apre il portale in piperno, fiancheggiato da coppie di semicolonne tuscaniche che reggono una trabeazione che riemerge nella chiave di volta sporgente; invece, il registro superiore della facciata è caratterizzato dalla presenza dell'ordine gigante, enfatizzato nel centro da una lieve sporgenza dei setti murari conclusi da una timpano.
Sulla facciata posteriore vi è un altro portale che prospetta su via Chiaia; esso è meno monumentale, ma è di notevoli dimensioni. All'interno della facciata su piazza Trieste e Trento c'è l'ingresso al Caffè Gambrinus, storico bar napoletano facente parte dei locali storici d'Italia.
L'interno è caratterizzato da un piccolo cortile.